# Gheorghe Brega
Gheorghe Brega (Drepcăuți, 25 settembre 1951) è un politico moldavo.
È stato Primo ministro della Moldavia ad interim dall'ottobre 2015 al gennaio 2016.
È stato membro del Parlamento della Moldavia dal 2009 al 2015.